# Hellinsia aethiopicus
Hellinsia aethiopicus là một loài bướm đêm thuộc họ Pterophoridae. Nó được biết đến ở Cộng hòa Dân chủ Congo, Ethiopia và Nigeria.